# Elise Burgin
Elise Burgin (* 5. März 1962 in Baltimore, Maryland) ist eine ehemalige US-amerikanische Tennisspielerin jüdischer Herkunft. Ihre höchste Platzierung in der Weltrangliste war der 27. Platz im Einzel im sowie der achte Platz im Doppel. Sie gewann ein Turnier im Einzel und zehn im Doppel. Ihre größten Erfolge in den Grand-Slam-Turnieren war das Erreichen des Achtelfinales bei den US Open 1982 im Einzel und das Erreichen des Halbfinales bei den Wimbledon Championships 1986 im Doppel.

## Karriere
Vor Beginn ihrer Profikarriere spielte sie im Einzel und Doppel an der Stanford University, von 1981 bis 1984 wurde sie als Mitglied der All-American gehandelt und gewann mit Linda Gates die Doppel-Meisterschaft der National Collegiate Athletic Association.
1982 erreichte sie das Achtelfinale der US Open, in dem sie gegen Bonnie Gadusek verlor.
1985 und 1987 war sie Mitglied der Fed-Cup-Mannschaft der Vereinigten Staaten, 1986 war sie Kapitänin der US-amerikanischen Mannschaft im Wightman Cup.
Sie gewann elf Titel, davon zehn im Doppel. Im Doppel erreichte sie den achten Platz der Weltrangliste. Nach Beendigung ihrer Karriere 1993 war sie als Tenniskommentatorin tätig. 2003 wurde sie in die Mid–Atlantic Tennis Hall of Fame der United States Tennis Association aufgenommen.

## Siege

### Einzel
| Nr. | Datum          | Turnier    | Kategorie | Belag | Finalgegnerin       | Ergebnis |
| --- | -------------- | ---------- | --------- | ----- | ------------------- | -------- |
| 1.  | 27. April 1986 | Charleston | WTA Tour  | Sand  | Tine Scheuer-Larsen | 6:1, 6:3 |

### Doppel
| Nr. | Datum              | Turnier      | Kategorie   | Belag     | Partnerin           | Finalgegnerinnen                   | Ergebnis      |
| --- | ------------------ | ------------ | ----------- | --------- | ------------------- | ---------------------------------- | ------------- |
| 01. | 4. März 1985       | Indianapolis | WTA Tour    | Teppich   | Kathleen Horvath    | Jennifer Mundel Molly Van Nostrand | 6:4, 6:1      |
| 02. | 29. April 1985     | Houston      | WTA Tour    | Sand      | Martina Navratilova | Manuela Maleeva Helena Suková      | 6:1, 3:6, 6:3 |
| 03. | 25. Mai 1986       | Lugano       | WTA Tour    | Sand      | Betsy Nagelsen      | Jenny Byrne Janine Thompson        | 6:2, 6:3      |
| 04. | 15. Juni 1986      | Birmingham   | WTA Tour    | Rasen     | Rosalyn Fairbank    | Elizabeth Smylie Wendy Turnbull    | 6:2, 6:4      |
| 05. | 21. September 1986 | Tampa        | WTA Tour    | Hartplatz | Rosalyn Fairbank    | Gigi Fernández Kim Sands           | 7:5, 6:2      |
| 06. | 22. März 1987      | Washington   | WTA Tour    | Teppich   | Pam Shriver         | Zina Garrison Lori McNeil          | 6:1, 3:6, 6:4 |
| 07. | 8. November 1987   | Worcester    | WTA Tour    | Teppich   | Rosalyn Fairbank    | Bettina Bunge Eva Pfaff            | 6:4, 6:4      |
| 08. | 18. September 1988 | Phoenix      | WTA Tour    | Hartplatz | Rosalyn Fairbank    | Beth Herr Terry Phelps             | 6:7, 7:6, 7:6 |
| 09. | 6. August 1989     | San Diego    | WTA Tier IV | Hartplatz | Rosalyn Fairbank    | Gretchen Magers Robin White        | 4:6, 6:3, 6:3 |
| 10. | 21. Oktober 1990   | Scottsdale   | WTA Tier IV | Hartplatz | Helen Kelesi        | Sandy Collins Ronni Reis           | 6:4, 6:2      |